# Frans Smeers
Frans Smeers (Brussel, 28 januari 1873 – Brussel, 1 juni 1960) was een Belgische kunstschilder.

## Biografie
Frans Smeers was een postimpressionistisch schilder van genretaferelen, portretten, landschappen, stillevens, strandgezichten, havens en marines. 
Na een opleiding tot decorateur werd hij leerling aan de Academie voor Schone Kunsten in Brussel bij Jan Portaels en Joseph Stallaert. Aanvankelijk schilderend in de realistische traditie, werkte hij vanaf ca. 1900 meer luministisch. Hij was met onder anderen Jef Lambeaux en Alfred Bastien medestichter van de groep “Le Sillon” in 1893. Voor de Salons 1899 en 1900 van Le Sillon, het 6de en het 7de, tekende hij de affiches. Hij was ook lid van de minder bekende kunstenaarsgroepering “Cercle Artistique d’Auderghem”.
Tijdens de Eerste Wereldoorlog verbleef hij in het buitenland, net als vele andere kunstenaars. Hij verbleef in Londen en in Nederland. In 1933 werd hij nog leraar aan de Academie van Brussel. Tot zijn leerlingen behoorde onder anderen Germaine Chardon, Fernand Christophe, Jean-Pierre De Martelaere (°1925), George Lambillotte, Gilberte Thomas, Médard Siegfried Tytgat en Maurice Wyckaert. Hij bleef in functie tot 1946.
Smeers woonde ca. 1908 aan de  Boendaalse Steenweg 257 in Brussel; ca. 1936 aan de Veydtstraat 13 in Sint-Gillis.

## Tentoonstellingen
- 1908, Oostende, Ostende Centre d'Art ("Het havenhoofd, Nieuwpoort")
- 1912, Brussel, Galerie Georges Giroux
- 1920, Brussel, Cercle Artistique et Littéraire
- 1924, Brussel, Cercle Artistique et Littéraire
- 1924, Brussel, Galerie Mommen
- 1936, Brussel, 72° Exposition Société royale Belge des Aquarellistes : “Bloemen”

## Musea
- Antwerpen, Kon. Museum voor Schone Kunsten
- Brussel, Kon . Musea voor Schone Kunsten van België
- Brussel, Museum van Elsene
- Den Haag
- Gent, Museum voor Schone Kunsten  ("Zingend Meisje")
- Brussel, Verz. Kamer van Volksvertegenwoordigers (“Het zwart fluwelen kleed”; 1944)